# Утиму (династия)
Утиму (мальд. އުތީމު ދަރިކޮޅު) — династия, пришедшая к власти на Мальдивских островах в 1573 году в лице Мухаммеда Такуруфану в ходе 8-летней борьбы дивехи против португальских колонизаторов, оккупировавших Мальдивские острова в 1558 году. Получила своё наименование в честь одноимённого острова, на котором родился первый монарх из соответствующей династии.
В 1611 году во Франции вышло масштабное сочинение французского мореплавателя «Путешествие Франсуа Пирара лавальского в Ост-Индию, на Мальдивские, Молуккские острова и в Бразилию», в которое автор включил подробную информацию, посвящённую правовым обычаям народа дивехи.
Общая численность султанов из династии Утиму, находившихся у власти на Мальдивских островах, составила 30 человек. К моменту ухода династии с политической арены должность султана получила официальное юридическое оформление и зачатки демократии получили выражение в идее согласия граждан, находившей всё большую поддержку среди султанов последующих династий вплоть до провозглашения республики в 1968 году. В 1692 году на престол взошёл Шамс ад-Дин Мухаммед аль-Хамави, однако вскоре у власти оказались представители династии Исду, смещённые лишь в 1704 году.

## Комментарии
1. ↑  Пирар провёл на Мальдивских островах 6 из 11 лет своего путешествия (1602—1607 гг.).